# Lucicutia pseudopolaris
Lucicutia pseudopolaris is een eenoogkreeftjessoort uit de familie van de Lucicutiidae. De wetenschappelijke naam van de soort is voor het eerst geldig gepubliceerd in 1969 door Heptner.